# 1. Division 1935-1936
La 1. Division 1935-1936 è stata la 26ª edizione della seconda serie del campionato lussemburghese di calcio. La stagione è iniziata l'8 settembre 1934 ed è terminata il 6 aprile 1936. Le squadre Progrès Niedercorn e Stade Dudelange hanno raggiunto la promozione in Division d'Honneur 1936-1937.

## Stagione

### Formula
2 punti alla vittoria, un punto al pareggio, nessun punto alla sconfitta.
Le 10 squadre partecipanti si affrontano in un girone di andata e ritorno, per un totale di 18 giornate.

Le prime due classificate sono promosse direttamente in Division d'Honneur. Le ultime tre classificate sono retrocesse direttamente in Promotion.

## Classifica finale
|  | Pos. | Squadra             | Pt | G  | V  | N | P  | GF | GS | DR   |
|  | ---- | ------------------- | -- | -- | -- | - | -- | -- | -- | ---- |
|  | 1.   | Progrès Niedercorn  | 31 | 18 | 14 | 3 | 1  | 70 | 20 | +50. |
|  | 2.   | Stade Dudelange     | 23 | 18 | 10 | 6 | 2  | 55 | 18 | +37. |
|  | 3.   | Chiers Rodange      | 23 | 18 | 8  | 7 | 3  | 44 | 28 | +16. |
|  | 4.   | Pétange             | 22 | 18 | 10 | 2 | 6  | 49 | 30 | +19. |
|  | 5.   | Avenir Beggen       | 18 | 18 | 7  | 4 | 7  | 44 | 34 | +10. |
|  | 6.   | Rumelange           | 17 | 18 | 8  | 1 | 9  | 31 | 37 | -6.  |
|  | 7.   | The Belval Belvaux  | 16 | 18 | 6  | 4 | 8  | 23 | 35 | -12. |
|  | 8.   | Alliance Dudelange  | 13 | 1  | 4  | 5 | 9  | 29 | 59 | -21. |
|  | 9.   | Tricolore Muhlenweg | 8  | 18 | 3  | 2 | 13 | 26 | 63 | -37. |
|  | 10.  | Progrès Grund       | 6  | 18 | 2  | 2 | 14 | 18 | 74 | -56. |

Legenda:

      Promosse in Ehrendivision 1936-1937

      Retrocesse in Promotion 1936-1937

### Calendario
| Andata (1ª) | Andata (1ª) | Prima giornata    | Ritorno (10ª) | Ritorno (10ª) |
|             |             |                   |               |               |
| 8 set. 1935 | 3-0         | Chiers-Alliance   | 1-1           | 16 dic. 1935  |
| 8 set. 1935 | 1-3         | Grund-Tricolore   | 2-4           | 16 dic. 1935  |
| 8 set. 1935 | 6-2         | Niedercorn-Avenir | 5-0           | 16 dic. 1935  |
| 8 set. 1935 | 3-1         | Stade-Petange     | 0-1           | 16 dic. 1935  |
| 8 set. 1935 | 0-1         | Rumelange-Belval  | 5-0           | 16 dic. 1935  |

| Andata (2ª)  | Andata (2ª) | Seconda giornata  | Ritorno (11ª) | Ritorno (11ª) |
|              |             |                   |               |               |
| 15 set. 1935 | 0-2         | Alliance-Grund    | 4-1           | 22 dic. 1935  |
| 15 set. 1935 | 1-1         | Belval-Avenir     | 0-3           | 22 dic. 1935  |
| 15 set. 1935 | 3-3         | Niedercorn-Chiers | 2-2           | 22 dic. 1935  |
| 15 set. 1935 | 5-1         | Petange-Rumelange | 5-2           | 22 dic. 1935  |
| 15 set. 1935 | 2-3         | Tricolore-Stade   | 1-8           | 22 dic. 1935  |

| Andata (3ª)  | Andata (3ª) | Terza giornata      | Ritorno (12ª) | Ritorno (12ª) |
|              |             |                     |               |               |
| 22 set. 1935 | 1-0         | Belval-Petange      | 1-2           | 2 mar. 1936   |
| 22 set. 1935 | 2-1         | Chiers-Avenir       | 1-1           | 2 mar. 1936   |
| 22 set. 1935 | 2-1         | Grund-Niedercorn    | 0-9           | 2 mar. 1936   |
| 22 set. 1935 | 3-0         | Rumelange-Tricolore | 4-0           | 2 mar. 1936   |
| 22 set. 1935 | 3-1         | Stade-Alliance      | 0-0           | 2 mar. 1936   |

| Andata (4ª)  | Andata (4ª) | Quarta giornata    | Ritorno (13ª) | Ritorno (13ª) |
|              |             |                    |               |               |
| 29 set. 1935 | 4-1         | Chiers-Belval      | 5-5           | 19 gen. 1936  |
| 29 set. 1935 | 2-5         | Grund-Avenir       | 0-7           | 19 gen. 1936  |
| 29 set. 1935 | 2-2         | Niedercorn-Stade   | 2-1           | 19 gen. 1936  |
| 29 set. 1935 | 6-1*        | Alliance-Rumelange | 2-4           | 19 gen. 1936  |
| 29 mar. 1936 | 2-3         | Tricolore-Petange  | 6-1           | 19 gen. 1936  |

| Andata (5ª)  | Andata (5ª) | Quinta giornata      | Ritorno (14ª) | Ritorno (14ª) |
|              |             |                      |               |               |
| 20 ott. 1935 | 1-0         | Belval-Tricolore     | 4-2           | 6 apr. 1936   |
| 20 ott. 1935 | 1-1         | Grund-Chiers         | 2-4           | 26 gen.       |
| 20 ott. 1935 | 7-2         | Petange-Alliance     | 0-2           | 26 gen.       |
| 20 ott. 1935 | 0-3         | Rumelange-Niedercorn | 0-4           | 26 gen.       |
| 20 ott. 1935 | 4-1         | Stade-Avenir         | 3-1           | 26 gen.       |

| Andata (6ª)  | Andata (6ª) | Sesta giornata     | Ritorno (15ª) | Ritorno (15ª) |
|              |             |                    |               |               |
| 27 ott. 1935 | 3-1         | Alliance-Tricolore | 1-1           | 22 mar. 1936  |
| 27 ott. 1935 | 2-2         | Chiers-Stade       | 0-3           | 22 mar. 1936  |
| 27 ott. 1935 | 0-3         | Grund-Belval       | 1-1           | 22 mar. 1936  |
| 27 ott. 1935 | 3-0         | Niedercorn-Petange | 4-3           | 22 mar. 1936  |
| 27 ott. 1935 | 0-1         | Rumelange-Avenir   | 0-4           | 22 mar. 1936  |

| Andata (7ª)  | Andata (7ª) | Settima giornata     | Ritorno (16ª) | Ritorno (16ª) |
|              |             |                      |               |               |
| 17 nov. 1935 | 2-2         | Belval-Alliance      | 1-6           | 23 feb. 1936  |
| 17 nov. 1935 | 0-1         | Petange-Avenir       | 4-3           | 23 feb. 1936  |
| 17 nov. 1935 | 3-2         | Rumelange-Chiers     | 0-2           | 23 feb. 1936  |
| 17 nov. 1935 | 10-1        | Stade-Grund          | 5-0           | 23 feb. 1936  |
| 17 nov. 1935 | 1-3         | Tricolore-Niedercorn | 1-7           | 23 feb. 1936  |

| Andata (8ª)  | Andata (8ª) | Ottava giornata     | Ritorno (17ª) | Ritorno (17ª) |
|              |             |                     |               |               |
| 25 nov. 1935 | 4-2         | Chiers-Petange      | 1-1           | 8 mar. 1936   |
| 25 nov. 1935 | 0-1         | Grund-Rumelange     | 2-4           | 8 mar. 1936   |
| 25 nov. 1935 | 5-0         | Niedercorn-Alliance | 6-3           | 6 apr. 1936   |
| 25 nov. 1935 | 2-0         | Stade-Belval        | 1-1           | 8 mar. 1936   |
| 25 nov. 1935 | 3-2         | Tricolore-Avenir    | 1-1           | 8 mar. 1936   |

| Andata (9ª) | Andata (9ª) | Nona giornata     | Ritorno (18ª) | Ritorno (18ª) |
|             |             |                   |               |               |
| 8 dic. 1935 | 1-10        | Alliance-Avenir   | 1-1           | 15 mar. 1936  |
| 8 dic. 1935 | 1-2         | Belval-Niedercorn | 2-3           | 26 apr. 1936  |
| 8 dic. 1935 | 9-0         | Petange-Grund     | 3-1           | 15 mar. 1936  |
| 8 dic. 1935 | 1-6         | Rumelange-Stade   | 1-1           | 15 mar. 1936  |
| 8 dic. 1935 | 2-4         | Tricolore-Chiers  | 1-7           | 15 mar. 1936  |